# Gustav Borgen
Gustav Borgen (10 de junio de 1865 - 16 de agosto de 1926) fue un fotógrafo noruego conocido por sus retratos de personalidades noruegas en el periodo entre 1891 y 1922.
En su obra podemos encontrar retratos que incluyen a Haakon V, Henrik Ibsen y Bjørnstjerne Bjørnson, así como numerosos ministros, parlamentarios, escritores, artistas y miembros de las familias burguesas. Su colección de 60 000 fotografías está en dominio público y ha sido digitalizada por el Digitalt Museum.

## Nota
- Esta obra contiene una traducción  derivada de «Gustav Borgen» de Wikipedia en inglés, publicada por sus editores bajo la Licencia de documentación libre de GNU y la Licencia Creative Commons Atribución-CompartirIgual 4.0 Internacional.

- Datos: Q11599158
- Multimedia: Gustav Borgen / Q11599158